# Berlins ärkestift
Berlins ärkestift (latin: Archidioecesis Berolinensis, tyska: Erzbistum Berlin) är ett av sju katolska ärkestift i Tyskland. Det tillhör Berlins kyrkoprovins. Ärkebiskop sedan 2015 är Heiner Koch.